# Тюрниц
Тюрниц (на немски: Türnitz) е община с 1884 жители (на 1 януари 2013) в окръг Лилиенфелд в Долна Австрия.
През древността територията е част от провинция Норик (Noricum).